# Pamięć absolutna 2070
Pamięć absolutna 2070  (ang. Total Recall 2070, 1999) – kanadyjsko-amerykański serial science fiction stworzony przez Arta Monterastelliego.

## Emisja
Światowa premiera serialu miała miejsce 5 stycznia 1999 r. Ostatni odcinek został wyemitowany 8 czerwca 1999 r. W Polsce serial nadawany był dawniej w telewizji TVN.

## Powiązania
Serial inspirowany twórczością Philipa K. Dicka i jej ekranizacjami – opowiadaniem „Przypomnimy to panu hurtowo”  i jego ekranizacją Pamięć absolutna z 1990 roku w reżyserii Paula Verhoevena, nowelą „Czy androidy śnią o elektrycznych owcach?” i Łowcą androidów Ridleya Scotta, a także powieścią Pozytonowy detektyw Isaaca Asimova.

## Obsada
- Michael Easton jako David Hume (wszystkie 22 odcinki)[3]
- Karl Pruner jako Ian Farve (22)
- Cynthia Preston jako Olivia Hume (22)
- Michael Anthony Rawlins jako Martin Ehrenthal (22)
- Judith Krant jako Olan Chang (22)
- Matthew Bennett jako James Calley (22)
- Damon D’Oliveira jako detektyw Moralez (13)
- John Bekavac jako android Robbie (4)
- Peter Firth jako Vincent Nagle (3)
- Paulino Nunes jako woźny Jack (3)
- Kevin Jubinville jako Kroczek (3)
- Victoria Snow jako chirurg (3)
- Kevin Hare jako android Doorman (3)
- Anne Marie DeLuise jako Carla (3)
- Scott Wickware jako ochroniarz (3)
- Deborah Odell jako Bayliss (2)
- Nick Mancuso jako Richard Collector (2)
- David Warner jako dr Felix Latham (2)
- Anthony Zerbe jako Tyler Hume (2)
- Kim Coates jako Winston (2)
- Kamar de los Reyes jako Jack Brant (2)
- Thomas Kretschmann jako Nick Blanchard (2)
- Adrian Hough jako Denison (2)
- Angelo Pedari jako Mario Soodor (2)
- Claudia DiFolco jako dziennikarka (2)
- Kathryn Winslow jako Maria Soodor (2)
- Tim Post jako Larry Becker (2)
- Joseph Scoren jako Jason (2)
- Alex House jako Taavo Soodor (2)
- Hrant Alianak jako dr Karl Gish (2)
- Vince Corazza jako James Tate (2)

## Spis odcinków
| N/o            | Tytuł angielski             |
| -------------- | --------------------------- |
|                |                             |
| Seria pierwsza |                             |
|                |                             |
| 01             | Machine Dreams              |
| 02             | Machine Dreams              |
|                |                             |
| 03             | Self-Inflicted              |
|                |                             |
| 04             | Infiltration                |
|                |                             |
| 05             | Allure                      |
|                |                             |
| 06             | Nothing Like the Real Thing |
|                |                             |
| 07             | Rough Whimper of Insanity   |
|                |                             |
| 08             | First Wave                  |
|                |                             |
| 09             | Baby Lottery                |
|                |                             |
| 10             | Brain Fever                 |
|                |                             |
| 11             | Begotten Not Made           |
|                |                             |
| 12             | Brightness Falls            |
|                |                             |
| 13             | Burning Desire              |
|                |                             |
| 14             | Astral Projections          |
|                |                             |
| 15             | Paranoid                    |
|                |                             |
| 16             | Restitution                 |
|                |                             |
| 17             | Bones Beneath My Skin       |
|                |                             |
| 18             | Assessment                  |
|                |                             |
| 19             | Eye Witness                 |
|                |                             |
| 20             | Personal Effects            |
|                |                             |
| 21             | Virtual Justice             |
|                |                             |
| 22             | Meet My Maker               |
|                |                             |